# Huedin
Huedin (en húngaro: Bánffyhunyad) es una ciudad de Rumania en el distrito de Cluj.

## Geografía
Se encuentra a una altitud de 546 m s. n. m., y a 482 km de la capital, Bucarest.

## Demografía
Según estimación de 2012 contaba con una población de 9 841 habitantes.
| 1948  | 1956 | 1966  | 1977  | 1992  | 2002  | 2012  |
| 5 134 | s/d  | 7 834 | 8 378 | 9 961 | 9 439 | 9 841 |